# Paniek
Paniek is een plotselinge hevige schrik of angst. Het kan een individu of een groot aantal mensen tegelijkertijd bevangen. Paniek bij massa's kan bijvoorbeeld voorkomen na een ramp, zoals bij een hevige aardbeving. Het woord paniek is afgeleid van de Griekse god Pan, die met zijn afschrikwekkende uiterlijk vijanden angst inboezemde.
Paniek kan als een paniekaanval worden gevoeld, als reactie op een gevaarlijke situatie, maar kan ook optreden in sociale situaties die voor stress zorgen. Indien een persoon of een groep op zo'n manier reageert, dat mensen in een gemoedstoestand komen waarbij zij hun zelfbeheersing verliezen, is er sprake van hysterie.
Een paniekstoornis is een psychische aandoening die is ingedeeld bij de angststoornissen.